# Ničija Zemlja
Ničija Zemlja (br/pt:Terra de ninguém) é uma co-produção bósnia, bélga, italiana, britânica e eslovena de 2001, escrito e dirigido por Danis Tanović.

## Sinopse
Durante a Guerra da Bósnia, Ciki e um grupo de soldados bósnios tenta atravessar a terra de ninguém. Perdidos na neblina o grupo pernoita onde estão, e ao amanhecer são atacados por soldados sérvios. Tentam se abrigar na trincheira abandonada no meio da terra de ninguém mas são todos alvejados. Ciki sobrevive e aguarda anoitecer para chegar ao seu destino. O lado sérvio envia dois soldados, um veterano e o inexperiente Nino, para verificar o ocorrido. Ao chegarem a trincheira central, armam uma mina antipessoal tipo saltadora embaixo de um dos bósnios supostamente mortos. Ciki, que se escondia, mata o soldado veterano e fere Nino.
Surpreendentemente, o bósnio dado como morto, Cera, dá sinais de vida mas tem que permanecer imóvel para não detonar a mina. Nem Ciki, nem Nino, tem conhecimento de desarmar o artefato, e ambos sobem acima da trincheira e dançam seminus para chamar a atenção.
A cena insólita é observada tanto o lado sérvio como bósnio que não conseguem identificar a nacionalidade dos dois e contactam a UNPROFOR - Força de Proteção da ONU - em Sarajevo. O capitão francês Dubois recebe a mensagem e informa o que ocorreu ao sargento Marchand porém não autoriza nenhuma atitude até obter permissão dos superiores. Mesmo assim este segue com sua tripulação em seu veículo militar até a trincheira e presencia a tensão cada vez maior entre Ciki e Nino, com discussões sobre a guerra. Enquanto isso, Dubois contacta o Quartel-general da UNPROFOR em Zagreb mas o coronel inglês Soft não se sensibiliza com o problema. Marchand, mesmo já na trincheira é informado que não tem autorização para ajudar os três homens dali.
Ao retornar a sua base Marchand é confrontado pela jornalista Jane Livingstone da Global News que já havia interceptado as comunicações da UNPROFOR sobre o ocorrido. Inconformado com a decisão dos superiores, revela a Jane os detalhes da situação. Esta divulga a notícia na televisão, obrigando Soft e Dubois a se dirigirem a trincheira e providenciar o resgate dos homens. Ciki e Nino são afastados do local mas jurando matarem-se um ao outro. É chamado um perito em minas para desativá-la do corpo de Cera. Enquanto isso Ciki consegue uma arma mata Nino mas é morto por soldado da UNPROFOR.
O perito não consegue desativar a mina e o coronel Soft decide retirar-se do local, dando a entender que Cera fora resgatado e manda avisar aos dois lados que haverá uma tentativa de tomada da trincheira central à noite.

## Elenco
- Branko Djuric...... Ciki, soldado bósnio
- Rene Bitorajac......Nino, soldado sérvio
- Filip Šovagović......Cera, soldado bósnio
- Georges Siatidis......Sargento Marchand da UNPROFOR
- Serge-Henri Valcke...... Capitão Dubois da UNPROFOR
- Simon Callow..... Coronel Soft da UNPROFOR
- Katrin Cartlidge...... Jane Livingstone, jornalista
- Branko Zavrsan...... Perito antibomba da UNPROFOR
- Mustafa Nadarevic......Soldado sérvio veterano
- Sasha Kremer......Michel, soldado da UNPROFOR

## Prêmios
Recebeu o Oscar de melhor filme estrangeiro de 2002 (representando a Bósnia e Herzegovina), assim como na mesma categoria o Prêmios Globo de Ouro e Satellite Awards.